# Monica Sweetheart
Monica Sweetheart (23. travnja, 1981., Čehoslovačka) je umjetničko ime češke pornografske glumice. 

## Biografija
Sweetheart je ušla u pornografsku industriju 2000. godine, nakon što je navršila 18 godina.
2005. godine nominirana je za nagradu XRCO (X-Rated Critics Organization) za najbolju scenu grupnog seksa u filmu Eye of the Beholder. 
26. studenog 2006. godine Sweetheart je nastupila u belgijskom komičnom showu Willy's en Marjetten. Glumila je samu sebe u skeču u kojem je na aerodromu pozdravlja njezin izmišljeni klub obožavatelja koji se sastoji od pet članova.

## Nominacije za nagrade
- 2004 Nominacija za AVN nagradu – Najbolja strana glumica godine[3]
- 2005 Nominacija za AVN nagradu – Najbolja scena grupnog seksa za film Eye of the Beholder s Jessicom Drake, Lezley Zen i Tommyjem Gunnom[4]

## Vanjske poveznice
- Monica Sweetheart u internetskoj bazi filmova IMDb-u (engl.)
- Monica Sweetheart  Arhivirana inačica izvorne stranice od 26. studenoga 2011. (Wayback Machine) at EGAFD
- Monica Sweetheart at Eurobabeindex